# جون زيمان
جون زيمان (بالإنجليزية: John Ziman)‏ (مواليد 16 مايو 1925 في كامبريدج - الوفاة 2 يناير 2005)، هو فيزيائي وعالم إنسانية نيوزلندي، بريطاني الأصل، اهتم بشكل خاص بمجال فيزياء المواد المكثفة. وكان المتحدث باسم العلم، وكذلك معلم وكاتب.

## السيرة الذاتية
ولد زيمان في كامبردج، إنجلترا، سنة 1925. وقد هاجرت أسرته إلى نيوزيلندا عندما كان طفلا ً. وتلقى تعليمه المبكر في مدرسة هاميلتون الثانوية وجامعة ويلينغتون. وحصل على الدكتوراة من كلية باليول، بجامعة أوكسفورد وقام بأولى أبحاثه بخصوص نظرية الإلكترونات في المواد السائلة في جامعة كامبريدج.
في عام 1964، عيِّن أستاذا للفيزياء النظرية في جامعة بريستول، حيث كتب كتابه «عناصر نظرية الكم المتقدمة» (1969) الذي يتناول تفسير نظرية الحقل الكمومي بشكل أساسي مع المسألة الأولية المكثفة. وخلال نفس الفترة، غير من مجال عمله نحو فلسفة العلوم. وكان قد تحدث حول البعد الاجتماعي للعلوم. والمسؤولية الاجتماعية للعلماء في العديد من المقالات والكتب.
تزوج مرتين، من روزماري ديكسون في 1951 وثانيا من جون سليمان.

## منشوراته
- 1960 : نظرية نقل الظواهر في المواد الصلبة. كلارندو.(ردمك 978-0-19-850779-6)
- 1963 : إلكترونات المواد: دليل مقتضب على أسطح فيرمي. تايلور وفرانسيس.
- 1968 : معرفة عامة: مقال بخوص البعد الاجتماعي للعلوم. مطبعة جامعة كامبردج.(ردمك 978-0-521-06894-9)
- 1969 : عناصر نظرية الكم المتقدمة. مطبعة جامعة كامبردج.(ردمك 978-0-521-09949-3)
- 1972 : مبادئ نظرية المواد الصلبة. مطبعة جامعة كامبردج.(ردمك 978-0-521-29733-2)
- 1976 : قوة المعرفة: البعد العلمي للمجتمع. مطبعة جامعة كامبردج.(ردمك 978-0-521-09917-2)
- 1978 : المعرفة الموثوقة: استكشاف أسباب الإيمان بالعلم. مطبعة جامعة كامبريدج.(ردمك 978-0-521-40670-3)
- مقدمة: دراسات العلوم الفلسفية والجوانب الاجتماعية والعلوم والتكنولوجيا. مطبعة جامعة كامبردج.
- 1994 : العلم في دينامية الحالة الثابتة. مطبعة جامعة كامبردج.(ردمك 978-0-521-43430-0)
- 2000 : حقيقة العلوم: ما هو هذا الشيء وماذا يعني ذلك. مطبعة جامعة كامبردج.(ردمك 978-0-521-77229-7)